# 抗台风暴潮殉职同志纪念碑
抗台风暴潮殉职同志纪念碑，是金湾区文物保护单位之一，位于中国广东省珠海市金湾区红旗镇。纪念碑建于1980年4月，为纪念在1972年11月颱風柏美娜 和风暴潮抢险工作中殉职的36名知识青年而建。

## 历史
1972年11月8日晚间（UTC+8），珠江口以西地区遭受颱風柏美娜 侵袭，当时正值天文大潮，出现严重的风灾与水灾情况；珠海市金湾区红旗农场面临建立以来危害最大的天灾，红旗农场军建分场被猛烈的风势正面袭击，水位在警戒线的四米上，道路、耕地被洪水淹没，灾民众多。九个连队、共六百多名知识青年（知青）受命投入抢险，负责堆砌堤坝、筑人墙、堵住堤坝缺口、搬运物资等工作。其中36名知青为保护财产和拯救战士，被卷进漩涡急流，遇难殉职；他们的遗体由知青船队运到红旗农场码头，整理遗容，举行近百人出席的追悼会后，安葬于邻近金湾区的珠海斗门区白藤山上。
到了1980年4月，红旗农场（当时已更名为“红旗华侨农场”）的中国共产党委员会为了纪念1972年台风期间的殉职党员，一致通过建造纪念碑。同年，“抗台风暴潮殉职同志纪念碑”在红旗农场广场上建成，以纪念36名殉职知青。

## 结构
抗台风暴潮殉职同志纪念碑的结构分为碑身和台座，其中碑身大约高四米；纪念碑四旁有低矮的水泥围墙，墙面铺上瓷砖，墙体中间有三级台阶，供参访者走到碑前凭吊。台座正面刻有36名殉职知青的姓名，亦刻有悼词。

## 保护
2012年6月，金湾区政府按照法律公布不可移动文物名录，其中把抗台风暴潮殉职同志纪念碑列为金湾区文物保护单位。《南方都市报》同年报道指：纪念碑年代久远，碑身因风雨侵蚀而出现外观陈旧；水泥围墙上的的瓷砖不少出现开裂、隆起，或被夹缝里的小植物挤裂。